# کاوائوچی، فوکوشیما
کاوائوچی، فوکوشیما (به لاتین: Kawauchi, Fukushima) یک منطقهٔ مسکونی در ژاپن است که در استان فوکوشیما واقع شده‌است. کاوائوچی ۱۹۷٫۳۸ کیلومترمربع مساحت و ۲٬۵۵۲ نفر جمعیت دارد.